# Agalinis scarlatina
Agalinis scarlatina là loài thực vật có hoa thuộc họ Cỏ chổi. Loài này được (Herzog) D'Arcy mô tả khoa học đầu tiên năm 1978.